# KTNV-TV
KTNV-TV（仮想・VHFデジタルチャンネル13）は、アメリカ・ネバダ州ラスベガスに認可されたABC系列のテレビ局。シンシナティに拠点を置くE・W・スクリップス・カンパニーが所有しており、ラフリン (ネバダ州)が認可したイオン・テレビジョン直営局のKMCC（チャンネル34）との複占の一部である。KTNV-TVのスタジオは、近くの法人化されていないパラダイスのコミュニティのサウスバレー・ビュー・ブルバードにあり（ただし、ラスベガスの郵送先住所がある）、送信所はヘンダーソンのアーデン山の頂上にある。

## 歴史
元々、テレビジョン・カンパニー・オブ・アメリカ株式会社（TV Company of America, Inc.）が所有しており、1956年5月4日にKSHO-TVとして初めて開局した。それ以前は、ABCはNBC系列のKLRJ/KORK-TV（チャンネル2、現：チャンネル3のKSNV-DT）とCBS系列のKLAS-TV（チャンネル8）の営業時間外のクリアランスに追いやられていた。
1979年、KSHO-TVはザ・（ミルウォーキー・）ジャーナル（ジャーナル・メディア・グループ）株式会社の放送部門であるWTMJ株式会社に買収されたことにより、ジャーナルの2番目のテレビ局の資産になった（そして、ミルウォーキーの本社の外での最初のテレビ局の買収）。1980年3月2日にコールサインをKTNV-TVに変更した（-TV接尾辞は1988年から2009年まで削除されていた）。
後にポトシ山に移り、次にアーデン・ピークの現在の場所に移る前、KTNV-TVは当初、ラスベガス市、スプリングバレー、パラダイス、ウィンチェスター (ネバダ州)の4つの境界にある、デザート・イン・ロードとバレー・ビュー・ブルバードの交差点にある局のすぐ外にあるタワーから信号を送信していた。タワーは、ラスベガス・バレー全体でユニークで目に見えるランドマークである。
2014年7月30日、E・W・スクリップス・カンパニーがジャーナル・コミュニケーションズ（Journal Communications）を全株式取引で買収すると発表された。スクリップスは、KTNV-TVを含む両社の放送プロパティを保持し、ジャーナル・メディア・グループの一部としてその印刷プロパティをスピンオフした。FCCは2014年12月12日に取引を承認した。2015年3月11日に株主によって承認された。合併は2015年4月1日に完了した。フェニックスの新しい姉妹局・KNXV-TVと、既存のツーソンの姉妹局・KGUN-TVにより、ネバダ州南部とアリゾナ州の殆どの地域でABCネットワーク番組を効果的に独占することができる。

### KMCCとの複占
2020年9月24日、スクリップスとバークシャー・ハサウェイで構成されるコンソーシアムがイオン・メディアの買収を発表した。ラスベガス市場には規制上の問題がなかったため、KMCC（チャンネル34）はKTNV-TVの姉妹局となった。

## 技術情報

### サブチャンネル
デジタル信号は多重化されている。
| チャンネル | 解像度 | アスペクト比 | PSIPショートネーム | 番組編成                          |
| ---------- | ------ | ------------ | ------------------ | --------------------------------- |
| 13.1       | 720p   | 16:9         | KTNV-HD            | メインKTNV-TV番組編成/ABC         |
| 13.2       | 480i   | 16:9         | LAFF               | ラフ (テレビネットワーク)         |
| 13.3       | 480i   | 16:9         | GRIT               | グリット (テレビネットワーク)     |
| 13.4       | 480i   | 16:9         | COURT              | コートTV                          |
| 33.1       | 1080i  | 16:9         | TheCWLV            | KVCW/The CWのATSC 1.0サイマル放送 |

### アナログ-デジタル変換
KTNV-TVは、アメリカ国内のフルパワーテレビ局が連邦政府の命令の下でアナログ放送からデジタル放送に移行した公式の日付である2009年6月12日に、VHFチャンネル13を介してアナログ信号をシャットダウンした。デジタル信号は、移行後の操作のために、移行前のVHFチャンネル12からチャンネル13に再配置された。ジャーナル・コミュニケーションズの全てのテレビ局と同様に、KTNV-TVへの移行後、同局はコールサインに「-TV」という接尾辞を追加した。

### 中継局
| 放送地域免許            | コールサイン | チャンネル | ERP      | HAAT               | 施設ID | 送信所の座標                                                              | 所有者                                       |
| ----------------------- | ------------ | ---------- | -------- | ------------------ | ------ | ------------------------------------------------------------------------- | -------------------------------------------- |
| カリエンテ (ネバダ州)   | K13NV-D      | 13         | 0.04 kW  | −160 m (−525 ft)   | 37529  | 北緯37度37分17.9秒 西経114度30分31.6秒 / 北緯37.621639度 西経114.508778度 | リンカーン郡テレビジョン地区第1号            |
| ラフリン (ネバダ州)     | K20NW-D      | 20         | 7 kW     | 674 m (2,211 ft)   | 52252  | 北緯35度14分56.9秒 西経114度44分35.8秒 / 北緯35.249139度 西経114.743278度 | E・W・スクリップス・カンパニー               |
| オーバートン (ネバダ州) | K30MH-D      | 30         | 1.8 kW   | 134 m (440 ft)     | 187422 | 北緯36度41分8.7秒 西経114度31分12.7秒 / 北緯36.685750度 西経114.520194度  | モアパ・バレー・テレビジョンメンテナンス地区 |
| パーランプ (ネバダ州)   | K31OY-D      | 31         | 8.9 kW   | 1,078 m (3,537 ft) | 48802  | 北緯35度57分21.9秒 西経115度29分44秒 / 北緯35.956083度 西経115.49556度    | E・W・スクリップス・カンパニー               |
| パーランプ (ネバダ州)   | K36BQ-D      | 36         | 0.332 kW | −43 m (−141 ft)    | 67421  | 北緯36度12分28.8秒 西経115度58分38.4秒 / 北緯36.208000度 西経115.977333度 | パーランプ (ネバダ州)                        |
| パナカ (ネバダ州)       | K04HF-D      | 4          | 0.009 kW | 612 m (2,008 ft)   | 37521  | 北緯37度27分33.8秒 西経114度27分59.9秒 / 北緯37.459389度 西経114.466639度 | リンカーン郡テレビジョン地区第1号            |
| ピオッシュ (ネバダ州)   | K11IV-D      | 11         | 0.014 kW | 249 m (817 ft)     | 37537  | 北緯37度55分22.1秒 西経114度27分4秒 / 北緯37.922806度 西経114.45111度     | リンカーン郡テレビジョン地区第1号            |
| アーシン (ネバダ州)     | K13LU-D      | 13         | 0.027 kW | −93 m (−305 ft)    | 37535  | 北緯37度59分0.3秒 西経114度13分29.3秒 / 北緯37.983417度 西経114.224806度  | リンカーン郡テレビジョン地区第1号            |